# Hey Everybody!
Hey Everybody è un singolo del gruppo musicale australiano 5 Seconds of Summer, pubblicato il 9 ottobre 2015 come terzo estratto dal secondo album in studio Sounds Good Feels Good.

## Descrizione
Terza traccia dell'album, la canzone contiene elementi dal brano Hungry like the Wolf dei Duran Duran, ai quali la band ha dato i relativi crediti.

## Video musicale
Il videoclip è stato pubblicato sulla piattaforma YouTube dal canale Vevo del gruppo il 16 ottobre 2015 e ad aprile 2016 conta circa 15 milioni di visualizzazioni.

## Accoglienza
Il settimanale statunitense TIME ha collocato Hey Everybody! al terzo posto tra le canzoni peggiori del 2015.

## Tracce
Testi e musiche di John Taylor, Simon Le Bon, Roger Taylor, Nick Rhodes, Joel Madden, Benji Madden, Marcus Lomax, Jordan Johnson, Stefan Johnson, Claren Johnson e Calum Hood, eccetto dove indicato.
Download digitale
1. Hey Everybody! – 3:15

CD singolo (Europa)
1. Hey Everybody! – 3:15
2. Over and Out – 2:59 (Calum Hood, Michael Clifford, Mike Green, Alex Gaskarth, Deryck Whibley)

## Formazione
Gruppo
- Luke Hemmings – chitarra, voce
- Michael Clifford – chitarra, voce
- Calum Hood – basso, voce
- Ashton Irwin – batteria, voce

Altri musicisti
- Zakk Cervini, Matt Pauling – programmazione

Produzione
- John Feldmann – produzione, registrazione
- The Monsters & Strangerz – produzione
- Zakk Cervini, Matt Pauling – produzione aggiuntiva, ingegneria, editing
- Eric Valentine – missaggio, mastering
- Allie Snow, Luke Shrestha – assistenza tecnica
- Cian Riordan, Justin Long – assistenza missagio